# Рандалл (город, Миннесота)
Рандалл (англ. Randall) — город в округе Моррисон, штат Миннесота, США. На площади 5,4 км² (5,4 км² — суша, водоёмов нет), согласно переписи 2002 года, проживают 535 человек. Плотность населения составляет 99,2 чел./км².
- Телефонный код города — 320
- Почтовый индекс — 56475
- FIPS-код города — 27-53080[1]
- GNIS-идентификатор — 0655054[2]